# Christian D. Wilhelm

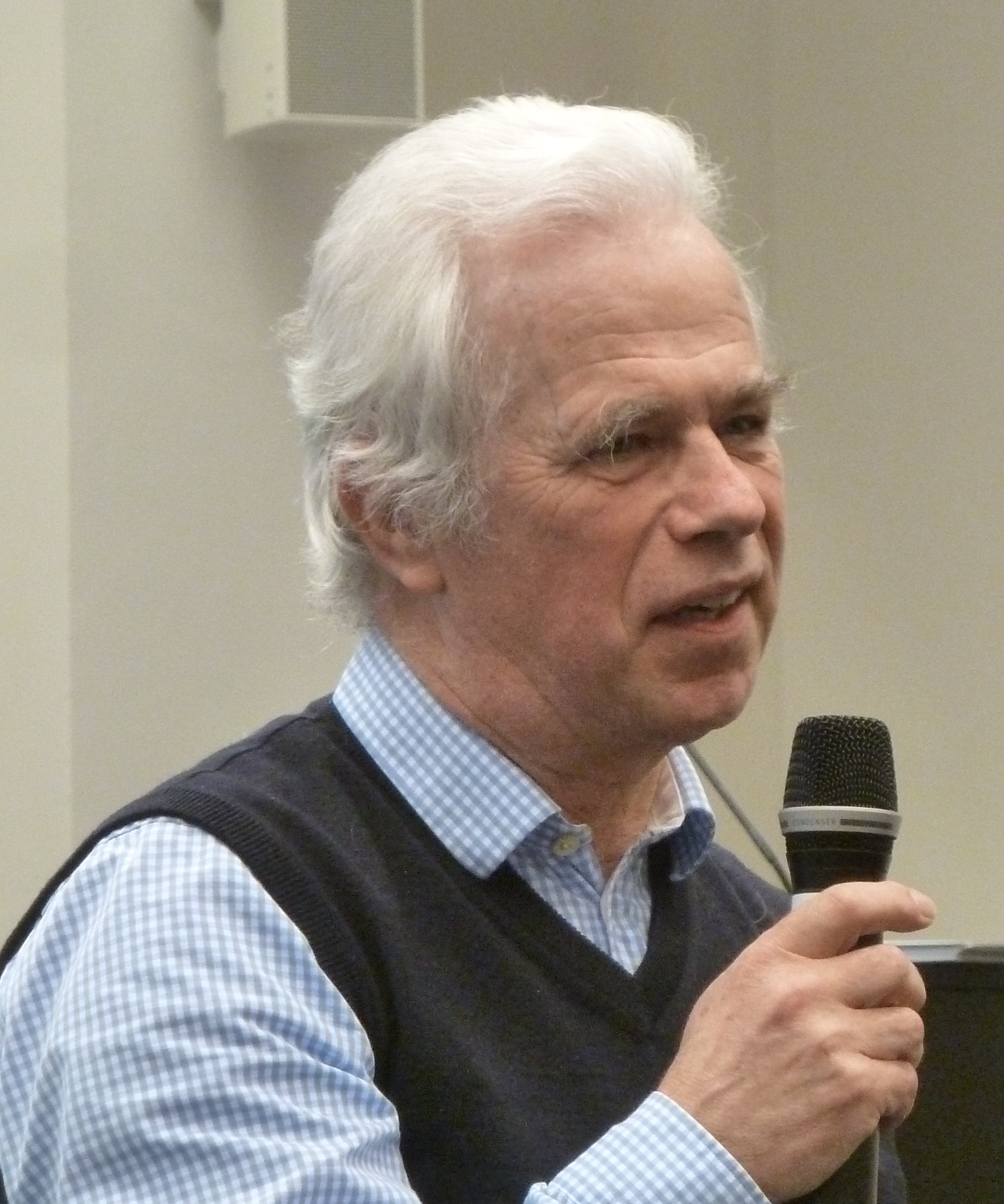
Christian D. Wilhelm (2016)

Christian Dieter Wilhelm (* 5. Mai 1953 in Speyer) ist ein deutscher Pflanzenphysiologe, der mit der Erforschung des Photosyntheseapparats von Mikroalgen international bekannt wurde.
1995 wurde er auf den Lehrstuhl für Pflanzenphysiologie an der Universität Leipzig berufen und war von 2011 bis 2019 Direktor des dortigen Instituts für Biologie. Wilhelm setzt sich für die Verbindung von Biodiversität, Pflanzenphysiologie und Bioökonomie ein, um die globalen Klimaänderungen von der biologischen Seite her besser zu verstehen und Nachhaltigkeitsstrategien zu entwickeln.

## Leben
Wilhelm wuchs in Speyer als drittes Kind einer katholischen Heimatvertriebenenfamilie auf. Er besuchte von 1958 bis 1962 die Grundschule in Speyer und absolvierte 1971 sein Abitur am altsprachlichen Gymnasium am Kaiserdom.

## Wirken

### Wissenschaftlicher Werdegang
Nach seinem Grundwehrdienst begann er in Mainz ein Lehramtsstudium in den Fächern Biologie und Chemie und ergänzte dies durch Philosophie. 1979 begann er ein Promotionsstudium an der Universität Mainz und schloss dieses 1983 mit summa cum laude ab. 1989 habilitierte Wilhelm an der Universität Mainz im Fach Biologie. Danach war er dort bis 1995 Hochschuldozent und wurde 1995 auf die C4-Professur für Pflanzenphysiologie an die Universität Leipzig berufen. Wilhelm ist dort seit dem 1. April 2019 Seniorprofessor. Seit 1999 leitet er das Sächsische Institut für Angewandte Biotechnologie (SIAB), ein An-Institut der Universität Leipzig.

### Forschungsschwerpunkte
In der Zeit als Hochschuldozent begann Wilhelm die Algenphysiologie in die Umweltwissenschaften zu integrieren, indem er Monitoring-Methoden für die Wasserqualitätsüberwachung entwickelte. Nach seiner Berufung auf die C4-Professur für Pflanzenphysiologie an der Universität Leipzig baute er die Arbeitsgruppe Algenphysiologie auf, die erstmalig Energiebilanzen der Biomassebildung erstellte und die Regulation der Photosynthese in verschiedenen Algengruppen molekular untersuchte. Dabei entwickelte er verschiedene spektroskopische Methoden (Absorption, Fluoreszenz, Thermolumineszenz und Infrarotspektroskopie) für quantitative Anwendungen in der Zellbiologie weiter. Durch die Kombination der spektroskopischen Verfahren wurden die Wirkung von Umweltfaktoren auf die Biomasseproduktivität quantitativ beschreibbar; sie sind heute in der Zellforschung, den Umweltwissenschaften und der Biotechnologie weit verbreitet.
Wilhelm ist Miteigentümer von mehreren Patenten, darunter die New Green Chemistry, bei der Mikroalgen mittels Photosynthese direkt Glykolsäure herstellen, die biotechnologisch direkt weiter zu Methan oder zu Ausgangsstoffen für Kunststoffe verwendet werden kann. Der Vorteil dieses Verfahrens ist, dass die aufwändigen Prozesse von Zellernte und Aufarbeitung entfallen und die Stoffflüsse im Kreis geführt werden können. Er vertritt einen integrierten Ansatz innovativer Biotechnologie, bei der Artenvielfalt und soziale Nachhaltigkeit verbunden werden sollen. Eine seiner Ideen ist die Rekultivierung von Tagebauen durch ein biotechnologisches Konzept, sodass man diese wieder naturnah gestalten und gleichzeitig bioökonomisch nutzen kann.
Daneben hat sich Wilhelm für die Ökologie und Biodiversität der Algen engagiert und war an der Neubeschreibung von sieben Arten und einer Algenklasse (Synchromophyceen) beteiligt. Die Art Pseudochloris wilhemii wurde ihm benannt.

### Beratung in Wissenschaft und Politik
Von 1999 bis 2019 war er Editor in Chief des Journal of Plant Physiology (Elsevier). Von 2005 bis 2019 war er Präsident der Wilhelm Pfeffer Stiftung, die sich die Nachwuchsförderung im Bereich der Pflanzenwissenschaften zum Ziel gesetzt hat. Seit 2009 ist Wilhelm Mitglied des Umweltausschusses der Sächsischen Akademie der Wissenschaften Leipzig. Seit Gründung des Deutschen Zentrums für integrative Biodiversitätsforschung Halle-Jena-Leipzig ist er dessen Mitglied  und engagierte sich für eine stärkere Integration von Pflanzenphysiologie und Biodiversität.
Wilhelm ist Unterzeichner eines Offenen Briefes zur Unterstützung von Forderungen der Scientist Rebellion, einem mit Scientists for Future vergleichbaren Ableger für Wissenschaftler von Extinction Rebellion.

## Verschiedenes
Von 1997 bis 2020 gab er die Actualia für die Deutsche Botanische Gesellschaft (DBG) heraus.
Am 15. März 2023 erhielt er die Hans-Adolf von Stosch-Medaille. Diese wird alle vier Jahre von der Sektion Phykologie von der Deutschen Botanischen Gesellschaft (DBG) an Menschen verliehen, die sich in besonderer Weise für die Förderung und das Ansehen der Phykologie eingesetzt haben.

## Schriften (Auswahl)

### Aufsätze
- Taubert, A., Jakob, T., Wilhelm, C. (2019): Glycolate from microalgae: an efficient carbon source for biotechnological applications. Plant Biotechnology Journal 17, S. 1538–1546. doi:10.1111/pbi.13078
- Dunker, S., Althammer, J., Pohnert, G., Wilhelm, C. (2017): A Fateful Meeting of Two Phytoplankton Species—Chemical vs. Cell-Cell-Interactions in Co-Cultures of the Green Algae Oocystis marsonii and the Cyanobacterium Microcystis aeruginosa. Microbial Ecology 74: 22-32. doi:10.1007/s00248-016-0927-1
- Fanesi, A., Wagner, H., Wilhelm, C. (2017): Phytoplankton growth rate modelling: can spectroscopic cell chemotyping be superior to physiological predictors? Proc. R. Soc. B, 284(1848), 20161956. doi:10.1098/rspb.2016.1956
- Schellenberger, C. B., Sachse, M., Jungandreas, A., Bartulos, C. R., Gruber, A., Jakob. T., Kroth, P. G., Wilhelm, C. (2013): Aureochrome 1a Is Involved in the Photoacclimation of the Diatom Phaeodactylum tricornutum. PLoS ONE 8:e74451. doi:10.1371/journal.pone.0074451
- Guenther, A., Jakob, T., Goss, R., Koenig, S., Spindler, D., Raebiger, N., John, S., Heithoff, S., Fresewinkel, M., Posten, C., Wilhelm, C. (2012): Methane production from glycolate excreting algae as a new concept in the production of biofuels. Bioresource Technology 121:454-457. doi:10.1016/j.biortech.2012.06.120
- Schmidt, M., Horn, S., Flieger, K., Ehlers, K., Wilhelm, C., Schnetter, R. (2012): Synchroma pusillum sp nov and other New Algal Isolates with Chloroplast Complexes Confirm the Synchromophyceae (Ochrophyta) as a Widely Distributed Group of Amoeboid Algae. Protist 163:544-559. doi:10.1016/j.protis.2011.11.009
- Wilhelm, C., Selmar, D. (2011): Energy dissipation is an essential mechanism to sustain the viability of plants: The physiological limits of improved photosynthesis Journal of Plant Physiology 168(2):79-87. doi:10.1016/j.jplph.2010.07.012
- Wagner, H., Liu, Z., Langner, U., Stehfest, K., Wilhelm, C. (2010): The use of FTIR spectroscopy to assess quantitative changes in the biochemical composition of microalgae. Journal of Biophotonics 3, Nr. 8 (4): 557-566. doi:10.1002/jbio.201000019
- Lohr, M., Wilhelm, C. (1999): Algae displaying the diadinoxanthin cycle also possess the violaxanthin cycle.; Proc. Natl. Acad. Sci. 96:8784-8789. doi:10.1073/pnas.96.15.8784
- Trissl, H., Wilhelm, C. (1993): Why do thylakoid membranes from higher plants form grana stacks?.; TIBS 11:415-419. doi:10.1016/0968-0004(93)90136-b

### Buchbeiträge
- Wilhelm, C., Goss (2016): Photosynthesis in eukaryotic algae with secondary plastids. In: Handbook of Photosynthesis 3rd Edition:425-444. CRC Press. doi:10.1201/9781315372136
- Wilhelm, C., Wagner, H. (2021): Rate limiting steps in algal energy conversion from sunlight to products - The role of photosynthesis. In: Photosynthesis: Light conversion for biotechnological applications with microalgae, edited by M. Rögner, Gruyter Verlag (Berlin/München). doi:10.1515/9783110716979